# Recreation 3
『Recreation 3』（レクリエイション・スリー）は、Janne Da ArcのボーカリストyasuによるソロプロジェクトAcid Black Cherryのカバーアルバム。2013年3月6日にmotorodから発売された。

## 内容
- シングルのカップリングとして収録されたカヴァー曲7曲を含む13曲が収録されている。
- DVD付限定盤と通常盤を同時に発売し、DVDには「未来予想図II」「1/3の純情な感情」のPVとPV撮影を含めたアルバム制作時のオフショット映像が収録されている。

## 収録曲
1. 恋におちて
  - 小林明子が1985年に発表した楽曲。
2. 1/3の純情な感情
  - SIAM SHADEが1997年に発表した楽曲。トリビュートアルバム「SIAM SHADE Tribute」の収録曲。
3. 上・京・物・語
  - シャ乱Qが1994年に発表した楽曲。「少女の祈りIII」のカップリング曲。
4. 悲しみがとまらない
  - 杏里が1983年に発表した楽曲。「シャングリラ」のカップリング曲。
5. 時の流れに身をまかせ
  - テレサ・テンが1986年に発表した楽曲。
6. Stop it love
  - 2001年にyasuがラジオ番組「ネプチューンのallnightnippon SUPER!」の企画でアイドルユニット「ネプサイケデリコ」に書き下ろした楽曲のセルフカバー。「イエス」のカップリング曲。
7. BELIEVE
  - 渡辺美里が1986年に発表した楽曲。「CRISIS」のカップリング曲。
8. 愛を語るより口づけをかわそう
  - WANDSが1993年に発表した楽曲。「ピストル」のカップリング曲。
9. 最後の雨
  - 中西保志が1992年に発表した楽曲。
10. ふられ気分でRock'n' Roll
  - TOM★CATが1984年に発表した楽曲。「Re:birth」のカップリング曲。
11. 「男」
  - 久宝留理子が1993年に発表した楽曲。「蝶」のカップリング曲。
12. 少年時代
  - 井上陽水が1990年に発表した楽曲。
13. 未来予想図II
  - DREAMS COME TRUEが1989年に発表した楽曲。